# Kazimierz Kiełczewski
Kazimierz Kiełczewski pseud. Bystry, Chamski, Kuźma, Młot (ur. 21 grudnia 1895 w Lublinie, zm. 6 stycznia 1965 tamże) – działacz komunistyczny, prezydent Radomia (1945–1948).
W 1910 skończył szkołę miejską, potem przez 1,5 roku uczył się w szkole techniczno-rzemieślniczej, później był praktykantem tokarskim w fabryce maszyn rolniczych. Od 1914 tokarz w Zakładach Metalurgicznych w Piotrogrodzie, gdzie został członkiem Zarządu Stowarzyszenia Kulturalno-Oświatowego "Płomień". XI 1916 wstąpił do piotrogrodzkiej organizacji SDKPiL, gdzie również był członkiem Zarządu, a w 1917 wstąpił do SDPRR(b), IX 1917 oddelegowany do guberni jekaterynosławskiej w celu prowadzenia agitacji przed wyborami do Konstynuanty. Uczestnik rewolucji październikowej w Piotrogrodzie, 28 XII 1917 - VII 1918 sekretarz Wydziału Pracy w Komisariacie Polskim przy Komisariacie Ludowym ds. Narodowości, I 1918 brał udział w pertraktacjach prowadzonych przez specjalną delegację Komisariatu Polskiego z dowództwem I Korpusu Polskiego na Białorusi. Kandydat do Rady Wygnańczej w Piotrogrodzie w 1918. Latem 1918 wrócił do kraju i współorganizował Komitet Zamojski SDKPiL. Był delegatem z Lublina na I Zjazd KPRP w grudniu 1918, na którym został wybrany do Komitetu Miejskiego (KM) i Komitetu Okręgowego (KO) KPRP w Lublinie. 5 XI 1918 - VII 1919 członek Rady Delegatów Robotniczych (RDR) w Lublinie, w 1920 funkcjonariusz KPRP w Łodzi i Łęczycy. 1919 i 1921 na krótko zatrzymywany przez policjantów. W drugiej połowie lat 20. zaprzestał aktywnej działalności w KPP, choć formalnie pozostał jej członkiem do rozwiązania w 1938. Od 1920 był księgowym w instytucjach państwowych i społecznych, m.in. 1929–1934 w Kasie Chorych w Pińsku. Przewodniczący Zarządu Wojewódzkiego Związku Zawodowego Pracowników Kas Chorych i Instytucji Ubezpieczeń Społecznych (1925–1929), radny powiatowej Kasy Chorych. Podczas okupacji pracował w zakładach graficznych. Po usunięciu Niemców z Lublina VII 1944 wstąpił do PPR, organizował komórki PPR i związków zawodowych w Lublinie. Członek egzekutywy KM i Komitetu Obwodowego PPR w Lublinie, od sierpnia 1944 wicedyrektor Ubezpieczeń Społecznych. 17 I 1945 - 30 IV 1948 prezydent Radomia i starosta grodzki, członek egzekutywy KM PPR w Radomiu i KW PPR/PZPR w Kielcach. W 1950 wrócił do Lublina, gdzie pracował na kierowniczych stanowiskach m.in. w Wojewódzkim Wydziale Zdrowia, Miejskich zakładach Mleczarskich i Okręgowej Spółdzielni Pracy i był dyrektorem Hoteli Miejskich (1954–1955). Do 1955 kilka razy był delegatem na miejskie i wojewódzkie konferencje PZPR. Od 1957 na rencie dla zasłużonych. 1945–1948 był przewodniczącym Zarządu Wojewódzkiego Towarzystwa Przyjaciół Sztuk Pięknych. Odznaczony Krzyżem Komandorskim Orderu Odrodzenia Polski (1955).